# Beauvechain
Beauvechain (en néerlandais Bevekom, en wallon Bauvètchin) est une commune francophone de Belgique située en Wallonie dans la province du Brabant Wallon.

## Géographie
Le territoire de Beauvechain s'étend sur 3 859 hectares répartis en 1 263 hectares à Beauvechain, 854 à Tourinnes-la-Grosse, 824 hectares à Hamme-Mille, 538 hectares à Nodebais et 380 hectares à L'Écluse.
Au nord-est, les plateaux au relief faiblement ondulé, souvent en légère déclivité vers le nord, sont tout à fait caractéristiques du paysage. Trois quarts du territoire sont consacrés aux activités agricoles. Le sud-ouest du village, avec sa rivière, la Nethen et sa vallée aux versants parfois encaissés, ses fonds de vallée souvent humides ainsi que, dispersés, quelques flancs recouverts de bois, s'apparente aux paysages brabançons.
Le nord de la commune est bordé par la forêt de Meerdael aux grands hêtres majestueux, l'un des derniers vestiges de l'antique forêt charbonnière ou Sylva carbonaria des Romains. Celle-ci ne couvre qu'une centaine d'hectares du territoire.
Au sud, sur un plateau, la base aérienne « lieutenant-colonel aviateur Charles-Roman » occupe une superficie de près de 480 hectares, où est basé le 1er wing de la Composante air.
Le sous-sol est généralement constitué de sables, de grès, d'argile et de graviers. Il est recouvert d'une couche limoneuse ou sablo-limoneuse.
Les nappes aquifères identifiées sont celles du socle primaire, des craies du crétacé et du sable bruxellien. La nappe captive des craies et surtout celle du sable bruxellien sont exploitées, avec des captages à Beauvechain et à Nodebais.
Le territoire est traversé de part en part par le ruisseau la Nethen. Deux affluents, le Mille, venant du hameau auquel il a prêté son appellation et le Nodebais qui traverse le village du même nom, se jettent dans son cours à Tourinnes-la-Grosse. Le Faux-Ry, le Guertechain et le Ry-Saint-Martin viennent grossir ses flots dans la traversée de Hamme-Mille. La Nethen se jette dans la Dyle à Weert-Saint-Georges. Le village de L'Écluse est traversé par le Schoorbroek qui est un affluent de la Gette. Cette dernière alimente le Démer qui se jette dans la Dyle ; celle-ci rejoint le Rupel et puis l'Escaut.

### Sections de la commune
| # | Nom                                | Superf. (km²) | Habitants (2020) | Habitants par km² | Code INS |
| - | ---------------------------------- | ------------- | ---------------- | ----------------- | -------- |
| 1 | Beauvechain                        | 12,58         | 2.125            | 169               | 25005A   |
| 2 | L'Écluse (Sluizen en nl)           | 3,86          | 374              | 97                | 25005B   |
| 3 | Tourinnes-la-Grosse (Deurne en nl) | 8,82          | 1.385            | 157               | 25005C   |
| 4 | Nodebais                           | 5,64          | 671              | 119               | 25005D   |
| 5 | Hamme-Mille                        | 7,69          | 2.649            | 345               | 25005E   |

### Communes limitrophes
|              | Boutersem - Bierbeek |                   |
| Grez-Doiceau | Beauvechain          | Tienen Hoegaarden |
|              | Incourt - Jodoigne   |                   |

## Démographie

### Démographie: Avant la fusion des communes
- Source: DGS recensements population

### Démographie: Commune fusionnée
En tenant compte des anciennes communes entraînées dans la fusion de communes de 1977, on peut dresser l'évolution suivante, :
Les chiffres des années 1831 à 1970 tiennent compte des chiffres des anciennes communes fusionnées.
- Source: DGS , de 1831 à 1981=recensements population; à partir de 1990 = nombre d'habitants chaque 1 janvier

## Histoire
Au néolithique, l'homme s'est installé à l'entrée de Hamme-Mille, sur une butte sableuse formant une clairière aux abords des étangs de la Warande. On y a découvert des silex taillés. À proximité, près du bois Saint-Nicaise, ont été mises au jour une enceinte fortifiée et des tombes dont certaines datent sans doute de l'âge du bronze et, avec certitude, de l'époque du fer.

L'antique voie romaine allant de Boulogne-sur-Mer à Cologne traversait le territoire. Beauvechain-centre est sans doute organisé en bourgade depuis la période franque.

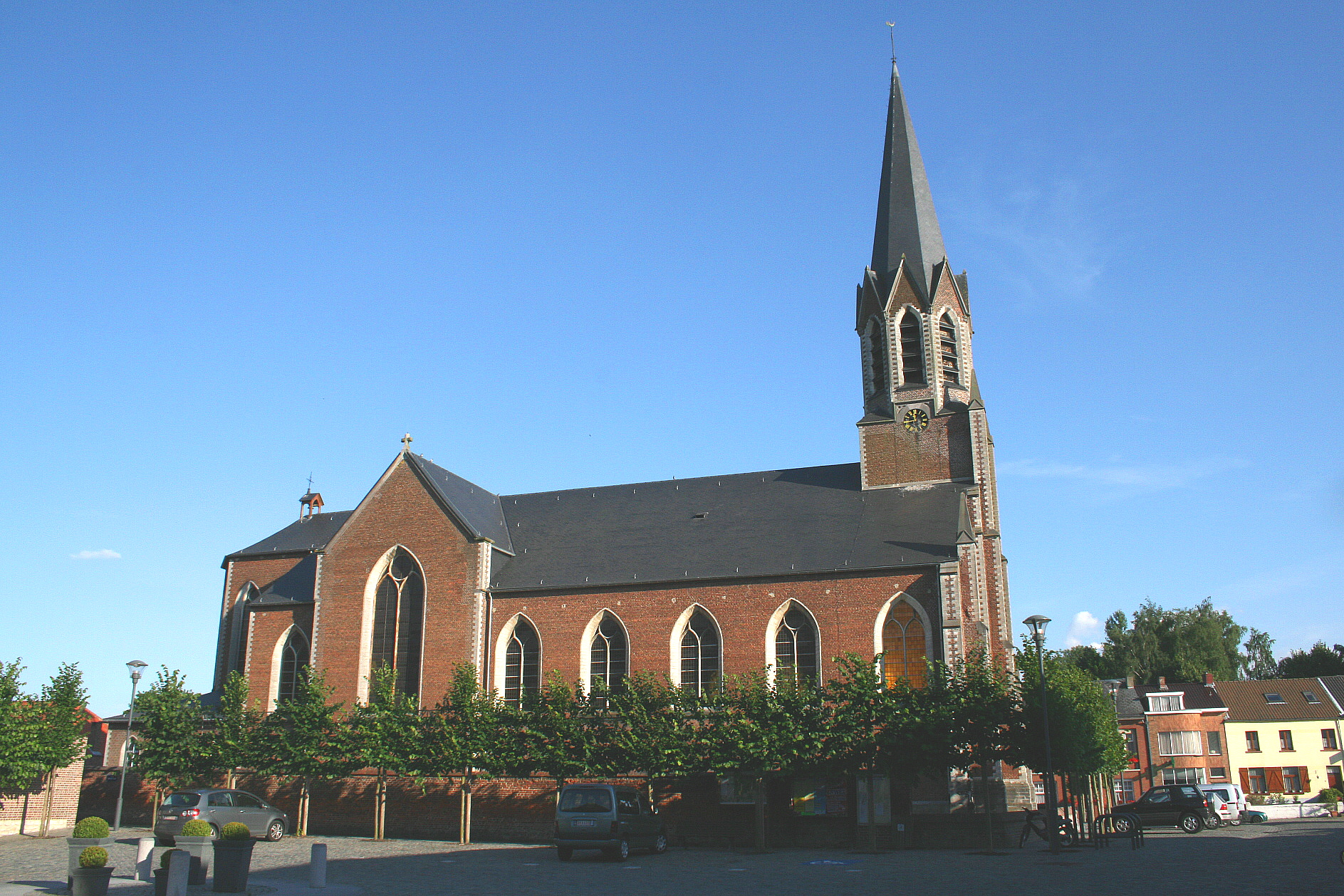
L'église Saint-Sulpice (1853-1860).

Beauvechain doit son appellation formée des mots bavo et heim — habitation des gens de Bavon — à ce saint de noble origine qui y aurait vécu au cours de la première moitié du VIIe siècle.
Les terres sont cédées à la fin du Xe siècle par la comtesse Alpayde à Notger, évêque de Liège.
C'est au tout début du second millénaire que remonte la première citation du nom de la commune : Bavechin ou Bavenchen. Après la bataille de Hoegaarden qui oppose en 1013 le comte de Louvain à l'évêque de Liège, le Brunengeruz, contrée située entre la Dyle et la Grande Gette jusqu'à Louvain, Tirlemont et Chaumont-Gistoux, passe au vainqueur. C'est ainsi qu'Hamme, L'Écluse, Mille et Nodebais deviennent propriétés du comte de Louvain.
Tourinnes et Beauvechain, terres d'Église, restent rattachées à Liège. Durant plus de sept cents ans, les deux villages, terres d'enclave de la principauté de Liège en duché de Brabant, partagent la même destinée. L'évêque y exerce sa haute juridiction et le droit de rendre justice ; il nomme les membres de la cour échevinale chargés de la gestion journalière. L'église de Beauvechain et les dîmes afférentes appartiennent à l'abbaye de Gembloux ; l'église de Tourinnes est propriété du Chapitre Saint-Paul de Liège.
Ayant fait vœu de fonder un monastère, s'il lui naissait un descendant et sa prière ayant été exaucée, le duc Henri II de Brabant établit vers 1230, aux confins de ses terres à Hamme, une abbaye de femmes de l'ordre de Cîteaux : Val-Duc. L'autorité spirituelle et la surveillance de la gestion matérielle sont exercées par l'abbé-père de Villers. Durant 550 ans se succèdent périodes prospères et époques de déclin dues entre autres aux avanies de conflits ensanglantant nos contrées.

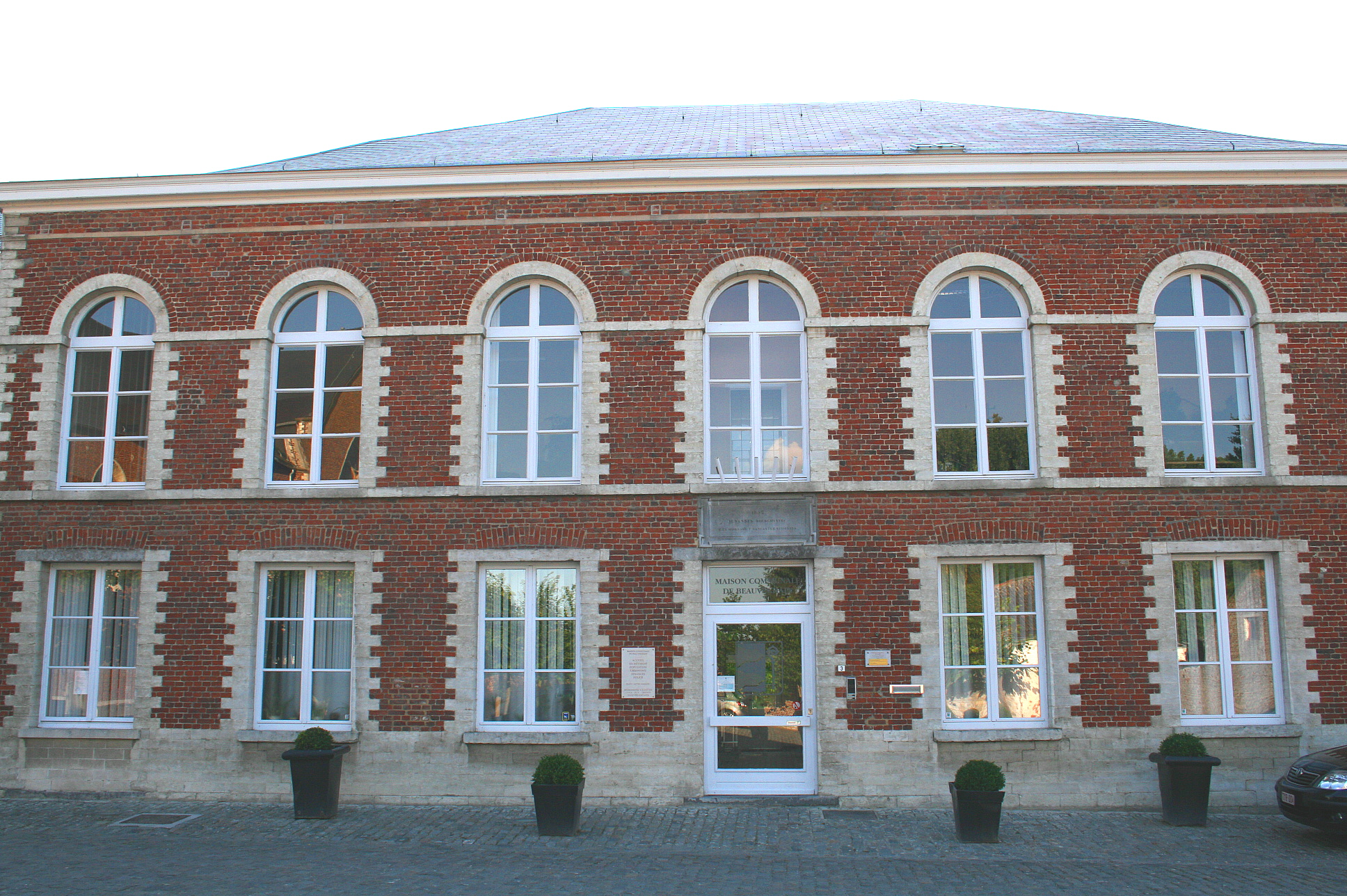
La maison communale.

Nodebais est partie prenante dans la ligue des villes et franchises brabançonnes créée en 1372 pour sauvegarder la liberté de ses membres.
En 1635, les armées franco-hollandaises traversent la région. Elles pillent l'église de Tourinnes n'y laissant plus « ni sonnettes ni bastons de croix ». Durant les guerres de Louis XIV, nos villages sont l'un des champs de bataille de l'Europe. En 1667, un incendie détruit l'abbaye de Valduc ; elle est pillée à plusieurs reprises quelques années plus tard. Beauvechain est ravagé en 1693 ; Hamme l'est en 1707.
Un décret du 9 vendémiaire an IV (1er octobre 1795), proclame la réunion de ces contrées à la France. Les villages de la commune font alors partie du département de la Dyle et, sauf L'Écluse (canton de Hoegarde), du canton de Grez dans l'arrondissement de Nivelles. Tous les privilèges disparaissent avec la fin de l'ancien régime.
Un décret impérial de 1811 unit le petit village de Mille qui avait eu une existence propre jusqu'alors à celui de Hamme.
À l'époque du royaume uni des Pays-Bas, Beauvechain, Hamme-Mille, Tourinnes-la-Grosse et Nodebais sont rattachés au canton de Jodoigne dans l'arrondissement de Nivelles ; L'Écluse reste dans l'arrondissement de Louvain.
L'indépendance du pays n'amène aucun changement administratif. La Constitution belge confirme l'existence des provinces et des communes dont celle unifiée de Beauvechain-Tourinnes-la-Grosse.
Une loi promulguée en 1841 entérine la séparation de ces deux villages.
Les villages sont libérés le 6 septembre 1944 par les soldats du 82e régiment de reconnaissance de la 2e division blindée américaine. À partir de 1946 et durant cinquante ans, du Spitfire au F-16 en passant par les Mosquito, Meteor, CF-100 Canuck, et F-104 Starfighter, la base Lieutenant-Colonel Aviateur Charles Roman va abriter le 1er Wing de Chasse ; elle accueille actuellement l'école de pilotage de la Force Aérienne, le Wing Météo et la Musique Royale de la Force Aérienne.

### Affaire Boiron
Depuis 2019, la commune se fait remarquer des médias francophones à la suite de l'opposition farouche d'une partie de sa population contre l'achat d'une parcelle par les Laboratoires Boiron. La filiale belge du groupe avait pour projet de construire sur un terrain en friche une pharmacie, un espace de bureaux, des locaux de préparation, un espace de stockage et des parkings. Plus d'un millier d'habitants (sur les 5 000 en âge de voter) se sont ainsi opposés au projet qui risque selon eux de nuire à la biodiversité et à la qualité de vie de la commune.
Deux demandes de permis ont été déposés en 2019 puis en 2020 avant d'être retirés par Boiron à la suite de la levée de boucliers. La société avait ensuite proposé une troisième demande, réduisant de deux tiers la taille du complexe à construire. Celui-ci fut également refusé par le collège communal, mais les laboratoires Boiron se sont tout de même vu délivrer un permis sur recours par le Ministre de l'Aménagement du Territoire, Willy Borsus,.

## Héraldique
|  | La commune possède des armoiries qui lui ont été octroyées le 28 mars 1997. Selon Marc Deconinck : « Les cinq surfaces déterminées par le palissé évoquent les cinq communes fusionnées. Les deux aires rouges font penser aux deux enclaves de la principauté de Liège en duché de Brabant que constituaient les anciennes communes de Beauvechain et Tourinnes-la-Grosse. Le graphisme forme l'initiale B de l'entité. La crosse est reprise à l'ancien sceau de Tourrines-Bavechines qui était d'jà en usage en 1422 ; elle rappelle également l'abbaye de Valduc à Hamme-Mille. » Blasonnement : D'or palissé en fasce de deux pièces de gueules, senestré de sable à une crosse abbatiale d'or le crosseron tourné à senestre. Source du blasonnement : Heraldy of the World. Marc Deconinck, Beauvechain au fil du temps, (Bruxelles 2000). |

## Politique et administration

### Collège communal 2024-2030
Ci-dessous, le tableau des résultats des élections communales de 2024.
| Parti | Parti         | Voix (2024) | Voix (2018) | % (2024) | % (2018) | +/-    | Sièges  | +/- | Collège |
| ----- | ------------- | ----------- | ----------- | -------- | -------- | ------ | ------- | --- | ------- |
|       | Ecolo - Groen | 574         | 950         | 12,07%   | 19,74%   | 7.67 % | 1 / 19  | 2.0 | Non     |
|       | B. ENSEMBLE   | 2.898       | 2.897       | 60,93%   | 60,20%   | 0.73 % | 14 / 19 | 0.0 | Oui     |
|       | BaV.          | 986         | -           | 20,73%   | -        | 0.0 %  | 4 / 19  | 4.0 | Non     |
|       | NeNa          | 298         | 530         | 6,27%    | 11,01%   | 4.74 % | 0 / 19  | 1.0 | Non     |
|       | I.C.          | -           | 435         | -        | 9,04%    | 0.0 %  | - / 19  | 1.0 | Non     |
| Total | Total         | 4 756       | 4 812       | 100 %    | 100 %    |        | 19      |     |         |

|                    | Fonction                           | Nom                       | Appartenance |
| ------------------ | ---------------------------------- | ------------------------- | ------------ |
| Bourgmestre        | Carole Ghiot                       | MR - Beauvechain Ensemble |              |
| 1er Échevine       | Les Engagés - Beauvechain Ensemble |                           |              |
| 2e Échevin         | Moustapha Nassiri                  | MR - Beauvechain Ensemble |              |
| 3e Échevin         | Alain Jacques                      | Beauvechain Ensemble      |              |
| 4e Échevin         | Valentin De Vos                    | MR - Beauvechain Ensemble |              |
| Présidente du CPAS | Monique Lemaire-Noël               | PS - Beauvechain Ensemble |              |

### Liste des bourgmestres depuis 1841
- Marc Deconinck, de 2007 à 2018.
- Carole Ghiot, de 2019 à aujourd'hui.

### Jumelage
Beauvechain est jumelée avec la Commune d'Avord, en France, contenant aussi une base militaire.

## Patrimoine et culture

### Patrimoine architectural
L'église Saint-Sulpice abrite des fonts baptismaux romans qui comptent parmi les plus beaux de Wallonie, aux côtés des fonts baptismaux de Saint-Séverin-en-Condroz, des fonts baptismaux de Gentinnes et des fonts baptismaux de Saint-Barthélemy à Liège.
À l’occasion du Jubilé de l’église Saint-Sulpice à Beauvechain, une publication qui réunit cinq contributions par ailleurs déjà publiées dans divers revues. Complément indispensable à la monographie Saint-Sulpice de 1999.

### Folklore et traditions
Chaque année depuis 1966 durant les week-ends du mois de novembre les fêtes de la Saint-Martin rythment l'activité des villages de la vallée de la Nethen : commune de Beauvechain, villages de Nethen et de Melin (expositions, parcours d'artistes, spectacle collectif, concerts…).

## Personnalités liées à la commune
- Michel Beys, greffier de Beauvechain, marié avec Catherine van Goidtsenhoven (1635 Hoegaarden - † 1705 Beauvechain)[12].
- Julos Beaucarne, sculpteur, chanteur et poète à Tourinnes-la-Grosse.
- Christian Duchenne, artiste peintre et époux du peintre Danielle Rochus. Mentionné dans Deux Siècles de Signatures d’Artistes de Belgique.
- Claude Rahir, Verviétois installé à Nodebais, auteur de peintures murales et mosaïques monumentales en Belgique : Ottignies, Louvain-la-Neuve, Verviers, Bruxelles, Redu (Agence spatiale européenne) et aussi dans divers pays du monde : Japon, Corée, Italie, Guyane, Jamaïque, Bolivie, etc.[13].
- Danielle Rochus, artiste peintre et épouse du peintre Christian Duchenne.
- Max Vanderlinden, céramiste à Nodebais (1966), créateur des Fêtes de la Saint-Martin de Tourinnes-la-Grosse[14],[15].